# دايفيد تشو
دايفيد تشو (بالصينية: 朱戴维) هو سائق سباق صيني، ولد في 17 أغسطس 1990 في هونغ كونغ في الصين.

## وصلات خارجية
- دايفيد تشو على موقع DriverDB.com (الإنجليزية)